# Coppa UEFA 2014-2015 (calcio a 5)
La quattordicesima edizione della Coppa UEFA, competizione continentale riservata ai club di Calcio a 5 vincitori nella precedente stagione del massimo campionato delle federazioni affiliate alla UEFA, ha avuto inizio il 26 agosto 2014 e si concluderà nel mese di aprile del 2015. Alla manifestazione prende parte per la prima volta una squadra gibilterrina, ovvero il Gibraltar Scorpions Futsal Club. Le formazioni debuttanti sono complessivamente tredici, tra le quali spicca la Dina Mosca, dominatrice negli anni novanta dell'European Champions Tournament ma all'esordio assoluto in una competizione UEFA. L'unica squadra presente in tutte le edizioni è l'Iberia Star Tbilisi, alla quattordicesima partecipazione consecutiva. Il sorteggio per il turno preliminare e il turno principale ha avuto luogo il 3 luglio 2014 nella sede della UEFA a Nyon, Svizzera. La tensione politica tra Ucraina e Russia ha tuttavia costretto la UEFA a un nuovo sorteggio, per evitare la trasferta in Russia della Lokomotiv, sorteggiata nel girone ospitato dalla Dina Mosca. Il sorteggio ha coinvolto Luparense, Sporting Club de Paris e Futsal Team Charleroi con i belgi che hanno sostituito gli ucraini nel girone 3.

## Formula[3]
La UEFA Futsal Cup è divisa in tre fasi a gironi e una fase finale a quattro squadre. In base al numero delle partecipanti, le squadre delle nazioni più basse nel ranking partecipano a mini-tornei da tre o quattro squadre che si giocano a inizio stagione. Ogni mini-torneo è ospitato da uno dei club, e mette in palio la qualificazione al turno principale ("main round") per la prima classificata. Le vincenti del turno preliminare si uniscono alle squadre che non hanno partecipato al turno precedente (eccetto le prime quattro nel ranking). Le ventiquattro formazioni sono distribuite in sei gironi da quattro squadre che, attraverso la medesima formula della fase precedente, decretano il passaggio del turno per le prime due classificate. A queste dodici squadre si aggiungono le quattro teste di serie ovvero i campioni in carica del Barcellona, i kazaki del Qairat, i portoghesi dello Sporting e gli azeri dell'Araz. Sono sorteggiati quattro gironi da altrettante squadre: le quattro prime classificate dei mini-tornei autunnali (turno élite o "élite round") accedono alla fase finale. La fase finale ("final four") si disputa nell'arco di un fine settimana in aprile e viene ospitata da una delle partecipanti. Tutte le partite sono a eliminazione diretta: semifinali e due giorni più tardi le finali per il terzo e il primo posto. Nel caso la finale per il terzo posto finisca in parità al termine dei tempi regolamentari si procederà direttamente ai calci di rigore, mentre nelle altre gare si disputeranno tempi supplementari da dieci minuti.

## Squadre partecipanti
| Turno élite (Élite round)             | Turno élite (Élite round) | Turno élite (Élite round) | Turno élite (Élite round) |
| ------------------------------------- | ------------------------- | ------------------------- | ------------------------- |
| Qairat Almaty                         | Barcellona                | Araz Naxçıvan             | Sporting Lisbona          |
| Turno principale (Main round)         |                           |                           |                           |
| Sporting Parigi                       | Era-Pack Chrudim          | Nikars                    | Iberia Star Tbilisi       |
| Dina Mosca                            | Charleroi                 | Autobergamo Deva          | Inter Alcalá              |
| Lokomotyv Charkiv                     | Luparense                 | Ekonomac Kragujevac       | Caporetto                 |
| Berettyóújfalu                        | Slov-Matic Bratislava     | Vegakameratene            | Athina 90                 |
| Turno preliminare (Preliminary round) |                           |                           |                           |
| Hovocubo                              | Bulle                     | Baku United               | Eden                      |
| İstanbul Universitesi                 | Wrexham                   | Centar Sarajevo           | Gibilterra Scorpions      |
| Malmö City                            | Rekord Bielsko-Biała      | Lokomotyvas Radviliškis   | Ilves Tampere             |
| Perth Saltires                        | APOEL Nicosia             | Anzhi Tallinn             | Flamurtari Vlorë          |
| NAFI Stoccarda                        | Stolitsa Minsk            | Talgrig Erevan            | Encamp                    |
| Schwaz                                | Alumnus Zagabria          | Balzan                    | Copenaghen                |
| Zelezarec Skopje                      | Agama Podgorica           | Grand Pro Varna           | Progress Chisinau         |
| ASA Ben Gurion                        |                           |                           |                           |

## Turno preliminare
Il turno preliminare ha interessato 29 formazioni e si è giocato tra il 26 e il 31 agosto 2014. Le società che hanno ospitato gli otto gruppi sono riportate in corsivo nelle classifiche, mentre quelle in grassetto sono le squadre qualificatesi al turno principale.

### Gruppo A
| Squadra               | P.ti | G | V | N | P | GF | GS | DR  |
| --------------------- | ---- | - | - | - | - | -- | -- | --- |
| Hovocubo              | 9    | 3 | 3 | 0 | 0 | 13 | 3  | +10 |
| Eden                  | 6    | 3 | 2 | 0 | 1 | 15 | 7  | +8  |
| İstanbul Universitesi | 3    | 3 | 1 | 0 | 2 | 11 | 8  | +3  |
| Wrexham               | 0    | 3 | 0 | 0 | 3 | 4  | 25 | -21 |

|                       | Irlanda (bandiera) | Paesi Bassi (bandiera) | Turchia (bandiera) | Galles (bandiera) |
| --------------------- | ------------------ | ---------------------- | ------------------ | ----------------- |
| Eden                  |                    |                        | 4–2                | 9–2               |
| Hovocubo              | 3–2                |                        |                    | 8–0               |
| İstanbul Universitesi |                    | 1–2                    |                    |                   |
| Wrexham               |                    |                        | 2–8                |                   |

### Gruppo B
| Squadra              | P.ti | G | V | N | P | GF | GS | DR  |
| -------------------- | ---- | - | - | - | - | -- | -- | --- |
| Baku United          | 9    | 3 | 3 | 0 | 0 | 26 | 3  | +23 |
| Centar Sarajevo      | 6    | 3 | 2 | 0 | 1 | 20 | 14 | +6  |
| Gibilterra Scorpions | 1    | 3 | 0 | 1 | 2 | 11 | 24 | -13 |
| Malmö City           | 1    | 3 | 0 | 1 | 2 | 5  | 21 | -16 |

|                      | Inghilterra (bandiera) | Bosnia ed Erzegovina (bandiera) | Svezia (bandiera) | Gibilterra (bandiera) |
| -------------------- | ---------------------- | ------------------------------- | ----------------- | --------------------- |
| Baku United          |                        | 6–3                             |                   | 10–0                  |
| Centar Sarajevo      |                        |                                 | 7–1               | 10–7                  |
| Malmö City           | 0–10                   |                                 |                   |                       |
| Gibilterra Scorpions |                        |                                 | 4–4               |                       |

### Gruppo C
| Squadra                 | P.ti | G | V | N | P | GF | GS | DR  |
| ----------------------- | ---- | - | - | - | - | -- | -- | --- |
| Rekord Bielsko-Biała    | 9    | 3 | 3 | 0 | 0 | 17 | 3  | +14 |
| Ilves Tampere           | 6    | 3 | 2 | 0 | 1 | 18 | 2  | +6  |
| Lokomotyvas Radviliškis | 3    | 3 | 1 | 0 | 2 | 12 | 12 | 0   |
| Perth Saltires          | 0    | 3 | 0 | 0 | 3 | 2  | 32 | -30 |

|                         | Finlandia (bandiera) | Polonia (bandiera) | Scozia (bandiera) | Lituania (bandiera) |
| ----------------------- | -------------------- | ------------------ | ----------------- | ------------------- |
| Ilves Tampere           |                      | 1–2                |                   | 5–0                 |
| Rekord Bielsko-Biała    |                      |                    | 10–0              | 5–2                 |
| Perth Saltires          | 0–12                 |                    |                   |                     |
| Lokomotyvas Radviliškis |                      |                    | 10–2              |                     |

### Gruppo D
| Squadra          | P.ti | G | V | N | P | GF | GS | DR  |
| ---------------- | ---- | - | - | - | - | -- | -- | --- |
| APOEL Nicosia    | 9    | 3 | 3 | 0 | 0 | 24 | 5  | +19 |
| Anzhi Tallinn    | 4    | 3 | 1 | 1 | 1 | 12 | 10 | +2  |
| Flamurtari Vlorë | 4    | 3 | 1 | 1 | 1 | 8  | 15 | -7  |
| NAFI Stoccarda   | 0    | 3 | 0 | 0 | 3 | 6  | 20 | -14 |

|                  | Cipro (bandiera) | Germania (bandiera) | Estonia (bandiera) | Albania (bandiera) |
| ---------------- | ---------------- | ------------------- | ------------------ | ------------------ |
| APOEL Nicosia    |                  |                     | 5–3                | 9–1                |
| NAFI Stoccarda   | 1–10             |                     |                    | 3–4                |
| Anzhi Tallinn    |                  | 6–2                 |                    |                    |
| Flamurtari Vlorë |                  |                     | 3–3                |                    |

### Gruppo E
| Squadra        | P.ti | G | V | N | P | GF | GS | DR  |
| -------------- | ---- | - | - | - | - | -- | -- | --- |
| Stolitsa Minsk | 9    | 3 | 3 | 0 | 0 | 21 | 5  | +16 |
| Talgrig Erevan | 6    | 3 | 2 | 0 | 1 | 20 | 7  | +13 |
| Encamp         | 3    | 3 | 1 | 0 | 2 | 6  | 19 | -13 |
| Schwaz         | 0    | 3 | 0 | 0 | 3 | 10 | 26 | −16 |

|                | Bielorussia (bandiera) | Andorra (bandiera) | Austria (bandiera) | Armenia (bandiera) |
| -------------- | ---------------------- | ------------------ | ------------------ | ------------------ |
| Stolitsa Minsk |                        |                    | 12–3               | 2–1                |
| Encamp         | 1–7                    |                    |                    |                    |
| Schwaz         |                        | 3–4                |                    | 4–10               |
| Talgrig Erevan |                        | 9–1                |                    |                    |

### Gruppo F
| Squadra          | P.ti | G | V | N | P | GF | GS | DR  |
| ---------------- | ---- | - | - | - | - | -- | -- | --- |
| Alumnus Zagabria | 6    | 2 | 2 | 0 | 0 | 14 | 4  | +10 |
| Balzan           | 3    | 2 | 1 | 0 | 1 | 7  | 10 | -3  |
| Copenaghen       | 0    | 2 | 0 | 0 | 2 | 5  | 12 | −7  |

|                  | Croazia (bandiera) | Danimarca (bandiera) | Malta (bandiera) |
| ---------------- | ------------------ | -------------------- | ---------------- |
| Alumnus Zagabria |                    |                      | 7–2              |
| Copenaghen       | 2–7                |                      |                  |
| Balzan           |                    | 5–3                  |                  |

### Gruppo G
| Squadra          | P.ti | G | V | N | P | GF | GS | DR |
| ---------------- | ---- | - | - | - | - | -- | -- | -- |
| Zelezarec Skopje | 6    | 2 | 2 | 0 | 0 | 13 | 5  | +8 |
| Agama Podgorica  | 3    | 2 | 1 | 0 | 1 | 5  | 5  | 0  |
| ASA Ben Gurion   | 0    | 2 | 0 | 0 | 2 | 5  | 13 | −8 |

|                  | Macedonia del Nord (bandiera) | Israele (bandiera) | Montenegro (bandiera) |
| ---------------- | ----------------------------- | ------------------ | --------------------- |
| Zelezarec Skopje |                               |                    | 4–1                   |
| ASA Ben Gurion   | 4–9                           |                    |                       |
| Agama Podgorica  |                               | 4–1                |                       |

### Gruppo H
| Squadra           | P.ti | G | V | N | P | GF | GS | DR  |
| ----------------- | ---- | - | - | - | - | -- | -- | --- |
| Grand Pro Varna   | 4    | 2 | 1 | 1 | 0 | 10 | 3  | +7  |
| Progress Chisinau | 4    | 2 | 1 | 1 | 0 | 6  | 3  | +3  |
| Bulle             | 0    | 2 | 0 | 0 | 2 | 2  | 12 | −10 |

|                   | Bulgaria (bandiera) | Svizzera (bandiera) | Moldavia (bandiera) |
| ----------------- | ------------------- | ------------------- | ------------------- |
| Grand Pro Varna   |                     |                     | 2–2                 |
| Bulle             | 1–8                 |                     |                     |
| Progress Chisinau |                     | 4–1                 |                     |

## Turno principale

### Gruppo 1
| Squadra          | P.ti | G | V | N | P | GF | GS | DR |
| ---------------- | ---- | - | - | - | - | -- | -- | -- |
| Sporting Parigi  | 9    | 3 | 3 | 0 | 0 | 22 | 14 | +8 |
| Era-Pack Chrudim | 6    | 3 | 2 | 0 | 1 | 11 | 10 | +1 |
| Stolitsa Minsk   | 3    | 3 | 1 | 0 | 2 | 15 | 16 | –1 |
| Zelezarec Skopje | 0    | 3 | 0 | 0 | 3 | 8  | 16 | –8 |

|                  | Francia (bandiera) | Rep. Ceca (bandiera) | Bielorussia (bandiera) | Macedonia del Nord (bandiera) |
| ---------------- | ------------------ | -------------------- | ---------------------- | ----------------------------- |
| Sporting Parigi  |                    | 6–4                  |                        | 6–3                           |
| Era-Pack Chrudim |                    |                      | 3–2                    | 4–2                           |
| Stolitsa Minsk   | 7–10               |                      |                        |                               |
| Zelezarec Skopje |                    |                      | 3–6                    |                               |

### Gruppo 2
| Squadra              | P.ti | G | V | N | P | GF | GS | DR |
| -------------------- | ---- | - | - | - | - | -- | -- | -- |
| Nikars               | 6    | 3 | 2 | 0 | 1 | 7  | 3  | +4 |
| Grand Pro Varna      | 6    | 3 | 2 | 0 | 1 | 7  | 4  | +3 |
| Rekord Bielsko-Biała | 3    | 3 | 1 | 0 | 2 | 5  | 5  | 0  |
| Iberia Star Tbilisi  | 3    | 3 | 1 | 0 | 2 | 1  | 8  | -7 |

|                      | Georgia (bandiera) | Lettonia (bandiera) | Bulgaria (bandiera) | Polonia (bandiera) |
| -------------------- | ------------------ | ------------------- | ------------------- | ------------------ |
| Iberia Star Tbilisi  |                    | 1–0                 |                     | 0–4                |
| Nikars               |                    |                     | 4–1                 | 3–1                |
| Grand Pro Varna      | 4–0                |                     |                     |                    |
| Rekord Bielsko-Biała |                    |                     | 0–2                 |                    |

### Gruppo 3
| Squadra          | P.ti | G | V | N | P | GF | GS | DR  |
| ---------------- | ---- | - | - | - | - | -- | -- | --- |
| Dina Mosca       | 9    | 3 | 3 | 0 | 0 | 17 | 6  | +11 |
| Charleroi        | 6    | 3 | 2 | 0 | 1 | 8  | 9  | -1  |
| Autobergamo Deva | 3    | 3 | 1 | 0 | 2 | 8  | 9  | -1  |
| Alumnus Zagabria | 0    | 3 | 0 | 0 | 3 | 7  | 16 | -9  |

|                  | Belgio (bandiera) | Russia (bandiera) | Romania (bandiera) | Croazia (bandiera) |
| ---------------- | ----------------- | ----------------- | ------------------ | ------------------ |
| Charleroi        |                   | 1–5               |                    | 4–2                |
| Dina Mosca       |                   |                   | 4–2                | 8–3                |
| Autobergamo Deva | 2–3               |                   |                    |                    |
| Alumnus Zagabria |                   |                   | 2–4                |                    |

### Gruppo 4
| Squadra           | P.ti | G | V | N | P | GF | GS | DR  |
| ----------------- | ---- | - | - | - | - | -- | -- | --- |
| Inter Alcalá      | 9    | 3 | 3 | 0 | 0 | 16 | 4  | +12 |
| Lokomotyv Charkiv | 6    | 3 | 2 | 0 | 1 | 13 | 6  | +7  |
| Caporetto         | 3    | 3 | 1 | 0 | 2 | 7  | 13 | -6  |
| Hovocubo          | 0    | 3 | 0 | 0 | 3 | 1  | 14 | -13 |

|                   | Spagna (bandiera) | Slovenia (bandiera) | Ucraina (bandiera) | Paesi Bassi (bandiera) |
| ----------------- | ----------------- | ------------------- | ------------------ | ---------------------- |
| Inter Alcalá      |                   | 6–2                 |                    | 5–0                    |
| Caporetto         |                   |                     | 1–6                | 4–1                    |
| Lokomotyv Charkiv | 2–5               |                     |                    |                        |
| Hovocubo          |                   |                     | 0–5                |                        |

### Gruppo 5
| Squadra             | P.ti | G | V | N | P | GF | GS | DR |
| ------------------- | ---- | - | - | - | - | -- | -- | -- |
| Baku United         | 9    | 3 | 3 | 0 | 0 | 12 | 3  | +9 |
| Ekonomac Kragujevac | 6    | 3 | 2 | 0 | 1 | 7  | 7  | 0  |
| Luparense           | 3    | 3 | 1 | 0 | 2 | 7  | 9  | -2 |
| Athina 90           | 0    | 3 | 0 | 0 | 3 | 1  | 8  | -7 |

|                     | Italia (bandiera) | Serbia (bandiera) | Grecia (bandiera) | Inghilterra (bandiera) |
| ------------------- | ----------------- | ----------------- | ----------------- | ---------------------- |
| Luparense           |                   | 2–3               |                   | 2–6                    |
| Ekonomac Kragujevac |                   |                   | 3–1               | 1–4                    |
| Athina 90           | 0–3               |                   |                   |                        |
| Baku United         |                   |                   | 2–0               |                        |

### Gruppo 6
| Squadra               | P.ti | G | V | N | P | GF | GS | DR |
| --------------------- | ---- | - | - | - | - | -- | -- | -- |
| Berettyóújfalu        | 6    | 3 | 2 | 0 | 1 | 10 | 6  | +4 |
| Slov-Matic Bratislava | 6    | 3 | 2 | 0 | 1 | 9  | 6  | +3 |
| APOEL Nicosia         | 4    | 3 | 1 | 1 | 1 | 7  | 10 | -3 |
| Vegakameratene        | 1    | 3 | 0 | 1 | 2 | 5  | 9  | -4 |

|                       | Slovacchia (bandiera) | Ungheria (bandiera) | Norvegia (bandiera) | Cipro (bandiera) |
| --------------------- | --------------------- | ------------------- | ------------------- | ---------------- |
| Slov-Matic Bratislava |                       | 1–5                 |                     | 5–1              |
| Berettyóújfalu        |                       |                     | 3–2                 | 2–3              |
| Vegakameratene        | 0–3                   |                     |                     |                  |
| APOEL Nicosia         |                       |                     | 3–3                 |                  |

## Turno élite
Barcellona, Qairat Almaty, Araz Naxçıvan e Sporting Lisbona si sono guadagnate l'accesso diretto all'élite round per via del coefficiente di ranking. Baku United e Varna sono le uniche squadre provenienti dal turno preliminare; insieme allo Sporting Paris rappresentano le prime squadre dei rispettivi Paesi ad essersi mai qualificate a questo turno della competizione. Il sorteggio del turno élite si è svolto il 17 ottobre a Nyon. La composizione dei gironi ha tenuto conto dei seguenti criteri: nessuna squadra può essere sorteggiata contro una già affrontata alla fase principale, ma sono possibili confronti tra formazioni dello stesso paese; per una decisione del Panel Emergenze UEFA, il Dina Mosca (Russia) non potrà affrontare il Lokomotyv Charkiv (Ucraina); le squadre sono suddivise in tre fasce: le quattro con il miglior ranking, le vincitrici dei gironi alla fase élite e le seconde classificate alla fase élite; due gironi comprenderanno una squadra di prima fascia, due di seconda e una di terza, mentre i rimanenti gironi conterranno una squadra di prima fascia, una di seconda e due di terza. Le partite saranno giocate fra il 18 e il 23 novembre 2014. Le quattro vincitrici dei gironi alla fase élite si qualificano per la fase finale; la squadra ospitante sarà selezionata dal Comitato Esecutivo UEFA il 27 gennaio.

### Gruppo A
| Squadra          | P.ti | G | V | N | P | GF | GS | DR  |
| ---------------- | ---- | - | - | - | - | -- | -- | --- |
| Sporting Lisbona | 9    | 3 | 3 | 0 | 0 | 14 | 5  | +9  |
| Inter Alcalá     | 6    | 3 | 2 | 0 | 1 | 10 | 1  | +9  |
| Charleroi        | 3    | 3 | 1 | 0 | 0 | 6  | 9  | -3  |
| Grand Pro Varna  | 0    | 3 | 0 | 0 | 3 | 2  | 17 | -15 |

|                  | Portogallo (bandiera) | Spagna (bandiera) | Bulgaria (bandiera) | Belgio (bandiera) |
| ---------------- | --------------------- | ----------------- | ------------------- | ----------------- |
| Sporting Lisbona |                       |                   | 8–2                 | 5–3               |
| Inter Alcalá     | 0–1                   |                   | 6–0                 |                   |
| Grand Pro Varna  |                       |                   |                     | 0–3               |
| Charleroi        |                       | 0–4               |                     |                   |

### Gruppo B
| Squadra               | P.ti | G | V | N | P | GF | GS | DR |
| --------------------- | ---- | - | - | - | - | -- | -- | -- |
| Dina Mosca            | 9    | 3 | 3 | 0 | 0 | 12 | 5  | +7 |
| Era-Pack Chrudim      | 6    | 3 | 2 | 0 | 1 | 8  | 4  | +4 |
| Slov-matic Bratislava | 3    | 3 | 1 | 0 | 2 | 6  | 9  | -3 |
| Araz Naxçıvan         | 0    | 3 | 0 | 0 | 3 | 7  | 15 | -8 |

|                       | Azerbaigian (bandiera) | Russia (bandiera) | Slovacchia (bandiera) | Rep. Ceca (bandiera) |
| --------------------- | ---------------------- | ----------------- | --------------------- | -------------------- |
| Araz Naxçıvan         |                        |                   | 3–4                   | 0–6                  |
| Dina Mosca            | 5–4                    |                   |                       |                      |
| Slov-matic Bratislava |                        | 1–4               |                       |                      |
| Era-Pack Chrudim      |                        | 0–3               | 2–1                   |                      |

### Gruppo C
| Squadra             | P.ti | G | V | N | P | GF | GS | DR  |
| ------------------- | ---- | - | - | - | - | -- | -- | --- |
| Qairat Almaty       | 9    | 3 | 3 | 0 | 0 | 28 | 12 | +16 |
| Sporting Parigi     | 6    | 3 | 2 | 0 | 1 | 16 | 16 | 0   |
| Ekonomac Kragujevac | 1    | 3 | 0 | 1 | 2 | 9  | 15 | -6  |
| Nikars              | 1    | 3 | 0 | 1 | 2 | 11 | 21 | -10 |

|                     | Kazakistan (bandiera) | Francia (bandiera) | Lettonia (bandiera) | Serbia (bandiera) |
| ------------------- | --------------------- | ------------------ | ------------------- | ----------------- |
| Qairat Almaty       |                       | 11–7               | 11–2                |                   |
| Sporting Parigi     |                       |                    | 5-4                 |                   |
| Nikars              |                       |                    |                     | 5–5               |
| Ekonomac Kragujevac | 3-6                   | 1–4                |                     |                   |

### Gruppo D
| Squadra           | P.ti | G | V | N | P | GF | GS | DR  |
| ----------------- | ---- | - | - | - | - | -- | -- | --- |
| Barcellona        | 9    | 3 | 3 | 0 | 0 | 14 | 2  | +12 |
| Lokomotyv Charkiv | 6    | 3 | 2 | 0 | 1 | 6  | 7  | -1  |
| Baku United       | 3    | 3 | 1 | 0 | 2 | 8  | 7  | +1  |
| Berettyóújfalu    | 0    | 3 | 0 | 0 | 3 | 2  | 14 | -12 |

|                   | Spagna (bandiera) | Ungheria (bandiera) | Inghilterra (bandiera) | Ucraina (bandiera) |
| ----------------- | ----------------- | ------------------- | ---------------------- | ------------------ |
| Barcellona        |                   | 4–1                 | 5–1                    |                    |
| Berettyóújfalu    |                   |                     |                        | 1–4                |
| Baku United       |                   | 6–0                 |                        |                    |
| Lokomotyv Charkiv | 0–5               |                     | 2–1                    |                    |

## Final four
|  | Semifinali          | Semifinali          | Semifinali |            |               | Finale           | Finale           | Finale          |  |
|  |                     |                     |            |            |               |                  |                  |                 |  |
|  | Dina Mosca          | Dina Mosca          | 4          |            |               |                  |                  |                 |  |
|  | Dina Mosca          | Dina Mosca          | 4          |            |               |                  |                  |                 |  |
|  | Qairat Almaty (dts) | Qairat Almaty (dts) | 7          |            |               |                  |                  |                 |  |
|  | Qairat Almaty (dts) | Qairat Almaty (dts) | 7          |            | Qairat Almaty | Qairat Almaty    | 3                |                 |  |
|  |                     |                     |            |            | Qairat Almaty | Qairat Almaty    | 3                |                 |  |
|  |                     |                     | Barcellona | Barcellona | 2             |                  |                  |                 |  |
|  | Barcellona          | Barcellona          | Barcellona | Barcellona | 2             | 5                |                  |                 |  |
|  | Barcellona          | Barcellona          |            |            |               | 5                |                  |                 |  |
|  | Sporting Lisbona    | Sporting Lisbona    | 3          |            |               | Finale 3º posto  | Finale 3º posto  | Finale 3º posto |  |
|  | Sporting Lisbona    | Sporting Lisbona    | 3          |            |               |                  |                  |                 |  |
|  |                     |                     |            |            |               |                  |                  |                 |  |
|  |                     |                     |            |            |               | Dina Mosca       | Dina Mosca       | 3               |  |
|  |                     |                     |            |            |               | Dina Mosca       | Dina Mosca       | 3               |  |
|  |                     |                     |            |            |               | Sporting Lisbona | Sporting Lisbona | 8               |  |

### Semifinali
| Arbitri: | Saša Tomić Bogdan Sorescu Gábor Kovács |
| Crono:   | Ruben Guerreiro                        |

|                                                         |           | |
| Esquerdinha 23'28'’, 39'09'’ Prudnikov 39'45'’, 47'39'’ | Marcatori | 10'42'’, 35'46'’, 38'34'’, 49'58'’ Léo Jaraguá 41'03'’ Divanei 45'11'’ Douglas Júnior 46'49'’ Lukaian |

| Arbitri: | Alessandro Malfer Gábor Kovács Bogdan Sorescu |
| Crono:   | Ruben Guerreiro                               |

|                                                                     |           |                                          |
| Dyego 15'49'’ Wilde 25'11'’, 27'30'’ Bateria 39'24'’ Sedano 39'59'’ | Marcatori | 11'46'’ Diogo 32'25'’ Matos 36'21'’ Caio |

### Finale 3º posto
| Arbitri: | Bogdan Sorescu Saša Tomić Alessandro Malfer |
| Crono:   | Ruben Guerreiro                             |

|                                              |           | |
| Esquerdinha 11'51'’, 32'55'’ Kuzenok 36'09'’ | Marcatori | 16'45'’, 17'29'’, 29'30'’, 37'35'’ Alex 23'13'’ Matos 26'43'’ Marcelinho 29'59'’ Diogo 35'29'’ Cristiano |

### Finale
| Arbitri: | Gábor Kovács Alessandro Malfer Saša Tomić |
| Crono:   | Ruben Guerreiro                           |

| |            | |
| Humberto 16'39'’ Divanei 18'50'’ Igor 31'06'’ | Marcatori  | 29'40'’ Saad 31'30'’ Lin |
| · Higuita · Igor · Lukaian Baptista · Douglas Júnior · Divanei · Marcão · Humberto · Serik Jamanqulov · Joan · Dinmukhambet Suleimenov · Léo Jaraguá · Mikhail Pershin · Alexandre Moraes · Caio Júnior | Formazioni | · Paco Sedano · Gabriel · Lin · Bateria · Wilde · Cristian Domínguez · Miguel Mendiola · Jesús Aicardo · Ari Santos · Dyego Zuffo · Sergio Lozano · Saad Assis · Ferrão · Rafael Usín |
| Cacau | Allenatori | Marc Carmona |